# Constituția Iordaniei
Constituția Regatului Hașemit al Iordaniei a fost adoptată la 11 ianuarie 1952 și a fost modificată de mai multe ori. Aceasta definește regimul monarhic ereditar cu un sistem parlamentar de reprezentare. Aceasta stabilește separarea puterilor în stat (executiv, legislativ și judiciar), drepturile și îndatoririle cetățenilor, afacerile financiare și alte reglementări constituționale.

## Context
O Lege Organică a fost promulgată în aprilie 1928 pentru a fi utilizată sub mandatul britanic. După ce Iordania și-a obținut independența deplină în mai 1946, după abolirea Mandatului Britanic, a fost crată o nouă constituție, publicată în Monitorul Oficial la 1 februarie 1947 și adoptată de Consiliul legislativ la 28 noiembrie 1947. Câțiva ani mai târziu, Constituția a fost liberalizată de regele Talal și a fost ratificată la 1 ianuarie 1952. Constituția este, în general, considerată a fi una liberală, deși pot apărea critici în privința marilor puteri învestite către monarh.